# 우화산 일원 유적군
우화산 일원 유적군은 대한민국 전라북도 진안군 진안읍에 있다. 2016년 12월 28일 진안군의 향토문화유산(기념물) 제2호로 지정되었다.

## 개요
우화산 일대 우화루, 암각서(가학대·영모대·석제제명 등), 석비군 등으로, 진안지방 선비문화 이해에 좋은 자료이다.